# Jordi Matamala
Jordi Matamala Muntadas (Viloví de Oñar, provincia de Gerona, Cataluña, España, 18 de mayo de 1976) es un exfutbolista español. Desempeñó de centrocampista desde su debut en 1995 hasta su retiro en 2017.
Es el cuarto jugador que más partidos oficiales ha jugado en el Girona Fútbol Club (noviembre 2022).

## Clubes
| Club                 | País   | Año        |
| -------------------- | ------ | ---------- |
| Palamós CF           | España | 2000-2003  |
| Girona FC            | España | 2003-2010  |
| Recreativo de Huelva | España | 2010-2013  |
| Girona FC            | España | 2013- 2014 |
| Palamós CF           | España | 2014-2016  |